# Süleyman Shah

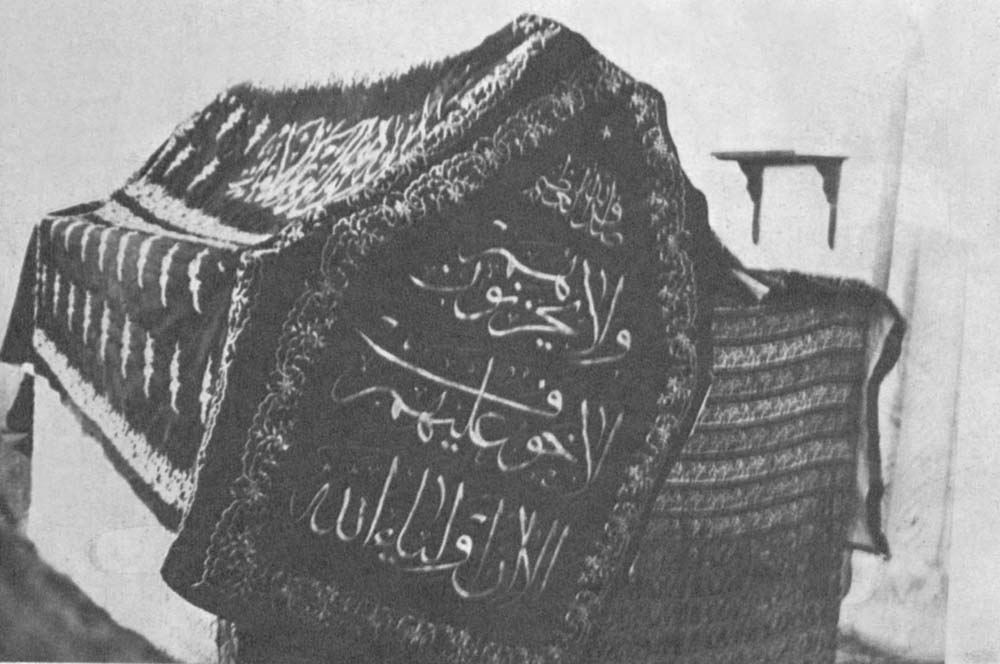
Tombe van Süleyman Shah in 1921

Süleyman Shah (Arabisch: سليمان شاه) (Süleyman Şah, 1178 – 1236); de zoon van Kutalmış (Kutalmish) was de vader van Ertuğrul, die, op zijn beurt, de vader van Osman I, de stichter van het Ottomaanse Rijk, was.
Er wordt verteld dat Süleyman Shah verdronk in de Eufraat en werd begraven in de nabijheid van deze rivier. Deze plaats wordt nu "Turkse tombe" (Türk Mezarı) of "Turkse begraafplaats" genoemd en het is een heilige plaats voor de Turken. Geografisch gezien ligt het binnen Syrië, maar door de verdragen van Ankara (1921) en Lausanne (1923) heeft Turkije recht om daar de Turkse vlag en een erewacht te plaatsen.
Omdat het gebied waar het graf zich in 1921 bevond zou worden overstroomd door het Assadmeer (het stuwmeer van de Tabqa-dam), werden in 1973 zowel de juridische exclave als de tombe verplaatst naar een nieuwe locatie ongeveer 80 km ten noorden van Qal'at Ja'bar, eveneens aan de oever van de Eufraat en op ca. 35 km van de Turkse grens. Toen in 1991 met de bouw van de Tishrin-dam werd begonnen, werd de tombe opnieuw bedreigd. In eerste instantie werd een verhuizing naar Turkije overwogen, maar uiteindelijk werd besloten om het monument te laten staan en tegen het stijgende water te versterken.
Nadat de exclave in toenemende mate werd bedreigd door IS werden in de nacht van 21 op 22 februari 2015 de tombe en de 38 soldaten die het complex bewaakten door het Turkse leger geëvacueerd en de bijbehorende gebouwen opgeblazen. Ter vervanging namen Turkse soldaten tegelijkertijd bezit van een stuk Syrisch grondgebied ter grootte van een hectare op 180 meter van de Turkse grens.